# Ністагм
Ніста́гм (грец. νυσταγμός — дрімота[джерело?]) — мимовільні швидкі ритмічні коливальні рухи очних яблук в ту чи іншу сторону (тремтіння очей). Є симптомом багатьох хвороб.

Приклад вродженого (з раннім початком) ністагму

Звичайно ністагм буває двостороннім, рідше одностороннім. Розрізняють фізіологічний (виникає при розгляданні об'єктів, які швидко рухаються перед очима) та патологічний ністагм (при паралічі очних м'язів, істерії тощо).
Ністагм може виникати при значній кількості хвороб ЦНС, таких як мозочкові дегенерації, мальформація Арнольда — Кіарі, розсіяний склероз тощо.
Зустрічається і професійний ністагм — у гірників.

## Класифікація
Щодо здоров'я організму:
- Фізіологічний (наприклад, при розгляданні предметів що швидко рухаються)
- Патологічний (травми, захворювання)

Види ністагму, щодо спадковості:
- Вроджений
- Набутий

Види ністагму, щодо участі очей:
- Монокулярний (одне око)
- Бінокулярний (обидва ока)
  - асоційований (синхронні рухи обох очей)

### Оцінювання
Ністагм оцінюють за такими характеристикам:
1.Площина
- горизонтальний
- вертикальний
- обертальний (ротаційний)
- діагональний

2. Напрямок (визначається за швидким компонентом, він більш помітний)
- вниз
- вгору
- вправо
- вліво

3. Амплітудність
- дрібна
- середня
- велика

4. Частота (число поштовхів за визначений проміжок часу)
- живий
- млявий

5. Ступінь, щодо залежності від контрольованого руху очей
- 1 ступінь
- 2 ступінь
- 3 ступінь

Сила ністагму визначається в такий спосіб. Якщо, наприклад, ністагм вліво спостерігається тільки при погляді вліво, то його позначають як спонтанний ністагм першого ступеня. Якщо спонтанний ністагм спостерігається не тільки при погляді вліво, але і при погляді прямо, то його відносять до другого ступеня. Якщо ністагм вліво спостерігається й при погляді вправо, то говорять про ністагм третього ступеня.